# سسک خاکستری
سسک خاکستری (نام علمی: Gerygone igata) نام یک گونه از سرده خوش‌نوا است.